# Henning Jensen
Ne doit pas être confondu avec Henning Munk Jensen.
Pour le footballeur né en 1929, voir Henning Gronemann.
Pour les articles homonymes, voir Jensen.
Henning Jensen, né le 17 août 1949 à Nørresundby et mort le 4 décembre 2017, est un footballeur danois au poste d'attaquant dans les années 1970.

## Carrière
Henning Jensen a notamment joué au Borussia Mönchengladbach où il formait un duo d'attaquant avec son coéquipier en équipe nationale, Allan Simonsen. Il a remporté deux titres de champion d'Allemagne et une coupe UEFA avec M'gladbach avant d'être transféré au Real Madrid.
Henning Jensen présente la particularité d'avoir remporté au moins un titre de champion dans 3 des 4 championnats dans lesquels il a évolué (Allemagne, Espagne, Pays-Bas).
Avec la sélection danoise il a joué 21 matches et marqué 9 buts de 1972 à 1980. Il n'aura donc pas connu la période des Danish Dynamites, l'équipe des Elkjær, Laudrup, Lerby, qui ont enchanté le monde du football lors de la première moitié des années 1980 en étant notamment demi-finalistes de l'Euro 84.

## Palmarès
- Coupe d'Allemagne : 1973
- Coupe UEFA : 1975
- Championnat d'Allemagne : 1975 et 1976
- Championnat d'Espagne : 1978 et 1979
- Championnat des Pays-Bas : 1980